# Dirk Abel (Ingenieur)
Dirk Abel (* 10. September 1958 in Kotthausen) ist ein deutscher Maschinenbauingenieur und Professor für Regelungstechnik.

## Werdegang
Nach dem Abitur 1977 in Gummersbach und dem Grundwehrdienst in Instandsetzungseinheiten der Bundeswehr studierte er von 1979 bis 1983 Maschinenbau an der RWTH Aachen.
Von 1983 bis 1987 war er Wissenschaftlicher Mitarbeiter und Doktorand am Institut für Regelungstechnik (IRT) der RWTH Aachen unter dem Institutsleiter Heinrich Rake. 1987 legte er seine Promotionsschrift vor. Im Anschluss war er bis 1993 Oberingenieur am selben Institut. Nach seiner Habilitation über Rechnerunterstützte Automatisierungstechnik und der Zuerkennung der Lehrbefähigung in Form der Venia legendi wechselte er in die Privatwirtschaft. Dort war er in der Großchemie von 1993 bis 1998 für die Hoechst AG als Projektleiter für Elektro-, Mess- und Regelungstechnik im Anlagenbau unter anderem in Südafrika tätig. Von 1998 bis 2001 war er Geschäftsführer des Unternehmens  „DBT Automation GmbH“ in Lünen. Im Jahre 2001 folgte er einem Ruf als ordentlicher Professor auf den Lehrstuhl und das Institut für Regelungstechnik (IRT) in der Fakultät Maschinenwesen der RWTH Aachen als Nachfolger des emeritierten Institutsleiters Heinrich Rake.
Seit 2000 gehört Abel zu den Mitgliedern des wissenschaftlichen Beirats der Fachzeitschrift Automatisierungstechnik (at) beim Oldenbourg Verlag München. Er arbeitet aktiv in der VDI/VDE-Gesellschaft Mess- und Automatisierungstechnik (GMA) in Düsseldorf/Frankfurt a. M. und wirkt hier in mehreren Gremien mit.
Der Verein Deutscher Ingenieure (VDI) zeichnete ihn im Jahr 2020 mit dem VDI-Ehrenzeichen aus.

## Arbeit am IRT
Abels Forschungsschwerpunkte am IRT bilden Verfahren zur Regelung und Steuerung, insbesondere die modellprädiktive Regelung, die Modellbildung, Identifikation und Simulation, die Automatisierung industrieller Anlagen sowie Hard- und Software für Automatisierungssysteme. Dabei sieht sich Abel mit dem IRT als Mittler zwischen der theoretischen Methodenwissenschaft der Systemtheorie und der industriellen Praxis. Er gliederte das Institutes nach Anwendungsgebieten der Regelungstechnik um.
Die Nachfolge als Institutsleiterin am Institut für Regelungstechnik übernahm Anfang 2023 die deutsche Ingenieurin Heike Vallery, die mit einer Alexander-von-Humboldt-Professur an die RWTH Aachen berufen wurde.

## Schriften (Auswahl)
- Modellprädiktive Regelung als Baustein zur autonomen Führung komplexer Kunststoffproduktionsprozesse. In: Integrative Kunststofftechnik 2014, Bd. 27. Shaker Verlag, Aachen 2014, ISBN 978-3-8440-2558-3 (27. Internationales Kolloquium Kunststofftechnik, Aachen, 19.–20. März 2014). Auch in: Gummi Fasern Kunststoffe (GAK) – Fachmagazin für die Polymerindustrie, 08/2014, Dr. Gupta Verlag (mit S. Stemmler und M. Reiter).
- Rapid control prototyping – Methoden und Anwendungen. Springer Verlag, Berlin, Heidelberg 2013, ISBN 978-3-642-31944-0 (mit Alexander Bollig).
- Rehabilitation mit dem KUKA Leichtbauroboter – Optimierung der Achskonfiguration zur Reaktion auf externe Kräfte. In: AUTOMED 2013, 11. Interdisziplinäres Symposium des Fachausschusses AUTOMED der Deutschen Gesellschaft für Biomedizinische Technik (DGBMT) und der Gesellschaft für Mess- und Automatisierungstechnik (GMA) im VDE Dresden, 9.–11. Oktober 2013, ISBN 978-3-943356-82-3, S. 42–43 (mit M. Kolditz, K. Bollue und H. Arenbeck).
- Regelungstechnik für zukünftige Mobility-Konzepte. In: ACMoVe 2013, 14. Aachener Kolloquium „Mobilität und Stadt“ (AMUS) und 2. Aachener Konferenz „Mobilität & Verkehr“ (ACMoVe). User-friendly Mobility – Trends, Challenges and Innovations. SuperC, RWTH Aachen University, 19. und 20. September 2013, S. 75–78 (mit A. Katriniok, B. Alrifaee und M. Reiter).
- Modellprädiktive Regelung von instabilen Verbrennungsvorgängen. Modellbildung eines instabilen homogenen Verbrennungsreaktors, Entwurf eines Modellprädiktiven Reglers für Verbrennungsprozesse, Echtzeitfähige Implementierung. In: 26. Deutscher Flammentag. Verbrennung und Feuerung, Duisburg, 11. und 12. September 2013, VDI-Berichte 2161, S. 517–526, ISBN 978-3-18-092161-7 (mit T. Lammersen und K. Stoehr).
- Satellite- and Map-based Long Range Cooperative Adaptive Cruise Control System for Road Vehicles. In: AAC 2013, 7th IFAC Symposium on Advances in Automotive Control, National Olympics Memorial Youth  (mit B. Alrifaee, M. Reiter, J. P. Maschuw,  F. Christen und L. Eckstein).
- Beobachterentwurf für hochdynamische Verbrennungssysteme. Modellbildung eines instabilen homogenen Verbrennungsreaktors – Beobachterentwurf auf Basis komplexer chemischer Reaktionsmechanismen – Echtzeitfähige Implementierung. In: GMA-Kongress Automation 2013, 14. Branchentreff der Mess- und Automatisierungstechnik, Kongresshaus Baden-Baden, 25. und 26. Juni 2013, VDI-Berichte 2209, S. 95–98, ISBN 978-3-18-092209-6 (mit Th. Lammersen und K. Stoehr).
- System and application concept of a novel robotic component for phantoms used in 4D-radiotherapy and 4D-medical imaging. In: CARS 2012, Computer Assisted Radiology and Surgery, Proceedings of the 26th International Congress and Exhibition, Pisa, Italy, June 27-30, 2012. International Journal of Computer Assisted Radiology and Surgery, Vol. 7, Supplement 1, June 2012, pp. 63-69, Springer Verlag 2012 (mit H. Arenbeck und K. Bollue).
- A hybrid control approach for low temperature combustion engine control. In: 50th IEEE Conference on Decision and Control and European Control Conference (CDC-ECC 2011), Orlando, Florida, USA, 12-15 December 2011. IEEE Control Systems Society (CSS), ISBN 978-1-61284-799-3 (mit T. Albin, P. Drews, F,-J. Heßeler, A.-M. Ivanescu und T. Seidl).
- Control Design for Generalized Platoon Problems. In: Automatisierungstechnik, München, Jg. 59,  2011, H. 12, S. 721–729 (mit J. P. Maschuw und S. Kowalewski).
- Verringerung der CO2-Emissionen des HCCI/PCCI-Dieselmotors durch modellbasierte Optimalregelung. In: Innovative Fahrzeugantriebe 2010 (Die Vielfalt der Mobilität: Vom Verbrenner bis zum E-Motor), 7. VDI-Tagung mit Fachausstellung. 10. und 11. November 2010, Dresden, VDI-Berichte Nr. 2105, S. 359–372, ISBN 978-3-18-092105-1 (mit P. Drews und T. Albin).
- Simulation verkoppelter physiologischer Regelkreise mit Hilfe der objektorientierten Modellbibliothek „HumanLib“. AUTOMED 2010, 29./30. Oktober 2010. Robert Riener, Heike Vallery, Serge Pfeifer: Automatisierungstechnische Verfahren für die Medizin, 9. Workshop, Tagungsband. Fortschritts-Berichte VDI Reihe 17, Nr. 279. VDI-Verlag, Düsseldorf 2010. ISBN 978-3-18-327917-3, ISSN 0178-9600 (mit A. Brunberg).
- Flachheitsbasierter Vorsteuerungsentwurf für den Antriebsstrang eines Parallelhybriden. In: Automatisierungstechnik, München.  Jg. 58, 2010, H. 10, S. 560–567 (mit R. Gasper und F. Heßeler).
- Objektorientierte Modellierung zur Simulation und Regelung von Energiewandlungsprozessen. In: Produktionsfaktor Mathematik – wie Mathematik Technik und Wirtschaft bewegt (Acatech, Deutsche Akademie der Technikwissenschaften, Hrsg.  Martin Grötschel u. a.). Springer Verlag, Berlin u. a. 2009, S. 401–421, ISBN 978-3-540-89434-6 (print), ISBN 978-3-540-89435-3 (online).
- Validation of Satellite-based Railway Application Systems Using the GALILEO Testbed railGATE Exemplified by Automated Train Formation Facilities. In: The 9th International Conference on Intelligent Transport System Telecommunications – ITST 2009, October 20/22, 2009, Lille, France, pp. 337-342, ISBN 978-1-4244-5347-4 (mit R. Rütters, B. Schäfer und M. Baier).
- Ein objektorientierter Ansatz zur Modellierung des menschlichen Herz-Kreislauf-Systems. In: Automatisierungstechnik, München. Jg. 56, 2008, H. 9, S. 476–482 (mit A. Brunberg und R.  Autschbach).
- Objektorientierte Modellierung, Simulation und Regelung dynamischer Systeme am Beispiel eines Oxyfuel-Kraftwerksprozesses. In: Automatisierungstechnik, München. Jg. 55, 2007, H. 5, S. 236–243 (mit T. Nötges, S. Hölemann und N. Bayer Botero).
- Echtzeitstrategien zum Prädiktiven Optimalen Energiemanagement in Hybridfahrzeugen. In: Innovative Fahrzeugantriebe. Tagung Dresden, 9. und 10. November 2006, VDI-Berichte Nr. 1975. S. 557–560, ISBN 3-18-091975-2 (mit R. Beck und A. Bollig).
- Lateral Guidance of Heavy-Duty Vehicle Platoons using Model-based Predictive Control. In: Proceedings of the 11th IFAC Symposium on Control in Transportation Systems, August 29-31, 2006, Delft, The Netherlands  (mit G. Keßler, J. Maschuw und A. Bollig).
- Rapid Control Prototyping – Methoden und Anwendungen. Springer Verlag, Berlin u. a. 2006, ISBN 3-540-29524-0 (mit A. Bollig).
- Theorie ereignisdiskreter Systeme. Tutorium des GMA-Fachausschusses 1.8 "Methoden der Steuerungstechnik". Oldenbourg Verlag, München 1998, ISBN 3-486-24525-2 (mit K. Lemmer).
- Petri-Netze für Ingenieure. Modellbildung und Analyse diskret gesteuerter Systeme. Springer Verlag, Berlin u. a. 1990, ISBN 3-540-51814-2.